# Thomas Clarkson

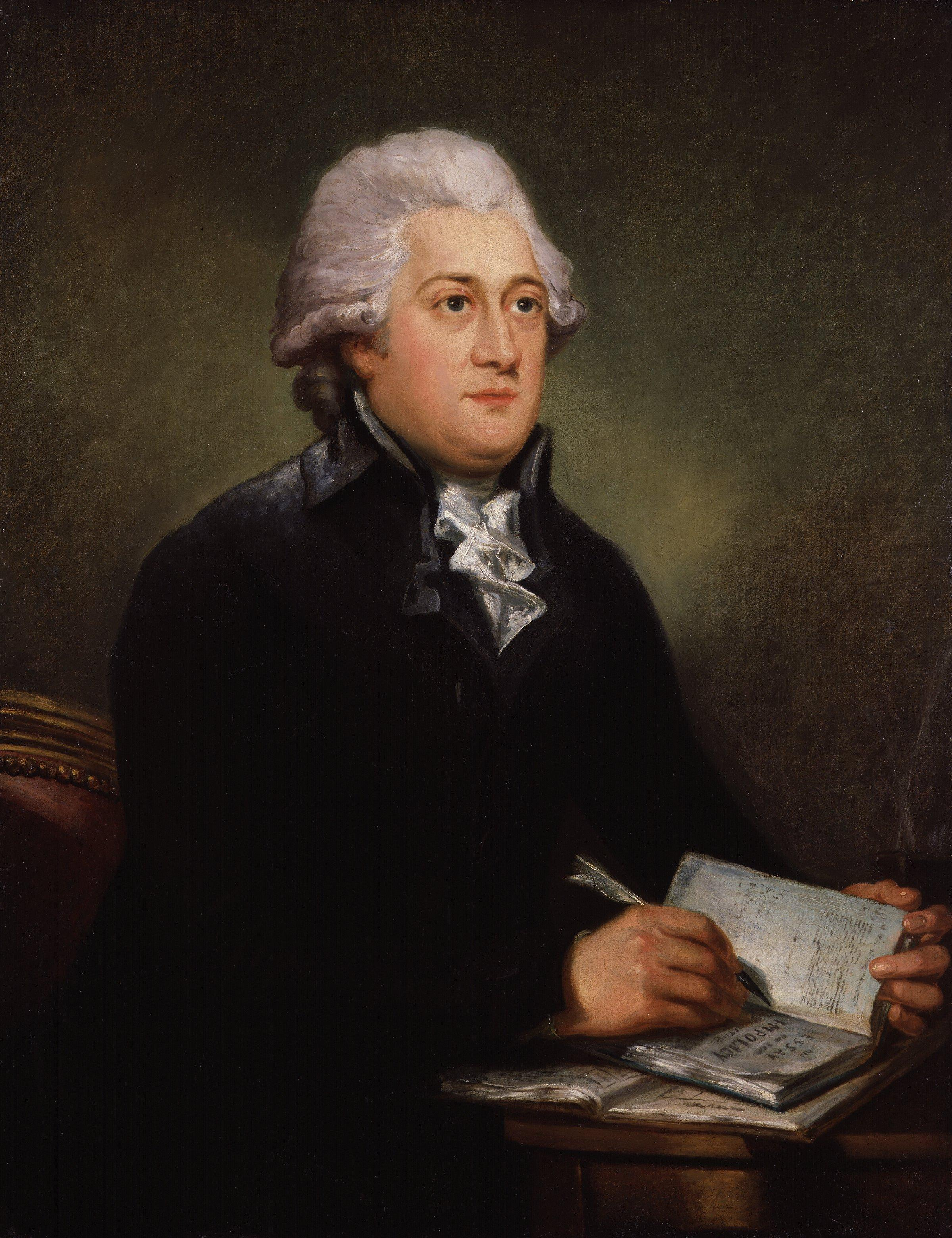
Thomas Clarkson, Gemälde von Carl Frederik von Breda

Thomas Clarkson (* 28. März 1760 in Wisbech, Cambridgeshire; † 26. September 1846 in Ipswich, Suffolk) war ein britischer anglikanischer Diakon, Gegner der Sklaverei und einer der Gründer der Abolitionistenbewegung, aus der die Anti-Slavery International hervorging.

## Leben und Wirken
Thomas Clarkson war ein Sohn des Geistlichen und Lehrers John Clarkson († 1766) und seiner Frau Anne Ward. Nachdem er bei seinem Vater das Gymnasium (englisch: grammar school) besucht hatte, studierte er ab 1779 am St John’s College der Universität Cambridge. 1783 wurde er zum Diakon geweiht. Er ging 1785 nach London und gewann einen vom Hochschultheologen Peter Packard ausgeschriebenen Rhetorikwettbewerb zum Thema: Ist es rechtens, andere gegen ihren Willen zu versklaven? (lateinisch: Anne liceat invitos in servitutem dare? englisch: Is it lawful to enslave the unconsenting?) Der lateinisch verfasste Essay erregte Aufsehen und brachte ihn zudem in Kontakt mit Granville Sharp und weiteren Abolitionisten. Die Schrift von Anthony Benezet mit dem Titel Historical Account of Guinea (deutsch: Historischer Bericht von Guinea) schockierte ihn und rüttelte ihn weiter auf. Am 22. Mai 1787 gründete er mit dem Sklaverei-Gegner Granville Sharp, dem Drucker James Phillips und neun weiteren Personen in London die Gesellschaft zur Abschaffung des Sklavenhandels (englisch: Society for Effecting the Abolition of the Slave Trade), die auch Abolitionisten-Bewegung genannt wurde. Neun von zwölf der Gründungspersonen waren Quäker. Der Quäker und Buchverleger James Phillips publizierte im gleichen Jahr seinen Essay zu Sklaverei und Menschenhandel (englisch: An Essay on the Slavery and Commerce of the Human Species, Particularly the African), der eine weite Beachtung fand. Die Quäker bildeten laut dem Kirchenhistoriker Thomas Kaufmann „eine Art Avantgarde des Kampfes gegen die Sklaverei“.
Zunächst bekämpfte die Bewegung nur den Sklavenhandel, den das Bewegungsmitglied Olaudah Equiano, der aus Nigeria stammte, am eigenen Leib erlitten hatte. Clarkson führte umfangreiche Recherchen in verschiedenen Hafenstädten durch, interviewte Beteiligte, etwa 20.000 Seeleute, und sammelte Material über den Menschenhandel im atlantischen Sklavenhandel; dafür reiste er über 35.000 Meilen. Zur politischen Durchsetzung seiner Ziele nutzte er die Kontakte zum Unterhausabgeordneten William Wilberforce. 1789 reiste er nach Paris, wo er erfolglos versuchte, die neue französische Regierung für das Verbot des Sklavenhandels zu gewinnen. 1791 und 1792 half sein Bruder John (1764–1828) als englischer Gouverneur mit, ehemalige Sklaven im westafrikanischen Sierra Leone anzusiedeln. 1807 wurde schließlich der Sklavenhandel in England verboten. Der Adlige Castlereagh konnte ihm 1815 die Verurteilung des Sklavenhandels weiterer europäischer Mächte zusichern. Durch zwei Besuche bei dem russischen Zar Alexander I. versuchte er auch diesen für sein Anliegen zu gewinnen.
Als überzeugter Pazifist wurde er mit seinem Bruder John 1816 zum Begründer der Society for the Promotion of Permanent and Universal Peace (deutsch: Gesellschaft zur Förderung des fortwährenden und universellen Friedens). Der internationale Kongress zur Sklavenabschaffung 1818 in Aix-la-Chapelle zeitigte jedoch kaum Ergebnisse. Die Anti-Slavery Society (deutsch: Anti-Sklaverei-Gesellschaft) wurde 1823 gegründet, und Clarkson wurde zum Vizepräsident gewählt. Er erlebte noch die endgültige Abschaffung der Sklaverei im Britischen Weltreich 1833.

## Familie
Thomas Clarkson heiratete Catherine Buck († 1856). Ihr einziges Kind mit Namen Thomas starb 1846 kurz vor seinem Vater und wurde auch auf dem Friedhof der Marienkirche in Playford bei Ipswich begraben.

## Andenken und Ehrungen
- 1834 wurde in Jamaika der Ort Clarksonville in St. Ann gegründet, der nach ihm benannt ist.
- 1857 wurde im St. Mary’s Churchyard in Playford, Suffolk, ein Obelisk errichtet, der an Clarkson erinnert.
- 1879 wurde zu Ehren Clarksons ein Monument in Wadesmill, Hertfordshire, errichtet.
- Das Clarkson Memorial wurde in Wisbech, Cambridgeshire, errichtet. In diesem Ort, seinem Geburtsort, befinden sich ebenfalls die Clarkson School, die Thomas Clarkson Academy, ein Pub namens Clarkson Arms und die Clarkson Avenue.[8]
- 1880 erhielt die Londoner National Portrait Gallery das Gemälde The Anti-Slavery Society Convention, 1840, in dem Clarkson eindringlich zu den Delegierten spricht.[9]
- Am 26. September 1996 wurde in der Westminster Abbey eine Gedenkplakette angebracht, sie ist zwischen den Statuen von William Wilberforce und Stamford Raffles im Gang des nördlichen Chores angeordnet. Die Inschrift lautet: a friend to slaves THOMAS CLARKSON b.Wisbech 1760-1846 d.Playford (deutsch: ein Freund der Sklaven war Thomas Clarkson, geboren in Wisbech 1760, gestorben in Playford 1846).[10]
- Zahlreiche Straßen im Vereinigten Königreich sind nach ihm benannt, so etwa in Hull, Cambridge und Ipswich.
- Im Juli 2010 nahm die Church of England Synod Clarkson in die Liste der Personen auf, derer gedacht wird. Clarksons Tag ist der 30. Juli (gemeinsam mit William Wilberforce).[11]
- Der Poet William Wordsworth schrieb ein Sonnet zu Ehren Clarksons.
- Der seinerzeit berühmte englische Bühnen- und Marinemaler Clarkson Frederick Stanfield erhielt seinen Vornamen Clarkson von seinen Eltern aus Bewunderung für Thomas Clarkson.
- Im Spielfilm Amazing Grace (2006) stellt ihn der britische Darsteller Rufus Sewell dar.
- Henning Mankell beschreibt Leben und Wirken Clarksons in seinem letzten Buch Treibsand.

## Schriften
- An Essay on the Slavery and Commerce of the Human Species, Particularly the African, 1786.
- An Essay on the Impolicy of the African Slave Trade. In two parts, J. Phillips, London 1788, 2. Auflage.
- A Summary View of the Slave Trade and of the Probable Consequences of Its Abolition, 1789.
- History of the Abolition of the African Slave Trade, 1808.
- Portraiture of Quakerism.
- Biography of William Penn, 1813.